# Озонид рубидия
Озонид рубидия — соединение щелочного металла рубидия и кислорода с химической формулой RbO3. Оранжево-красные кристаллы.

## Получение
- Взаимодействие надпероксида рубидия с озоном:

{\displaystyle {\mathsf {RbO_{2}+O_{3}\ {\xrightarrow {60-90^{o}C}}\ RbO_{3}+O_{2}}}}
- Пропуская озон через гидроксид рубидия:

{\displaystyle {\mathsf {4\ RbOH+4\ O_{3}\ {\xrightarrow {<20^{o}C}}\ 4\ RbO_{3}+O_{2}+2\ H_{2}O}}}

## Физические свойства
Озонид рубидия представляет собой оранжево-красные кристаллы моноклинной сингонии, пространственная группа P 21/c , более устойчив, чем KO3.
Имеет ионное строение (Rb+)(O3+).
Хорошо растворяется в жидком аммиаке, частично реагируя с ним.

## Химические свойства
- При нагревании озонид рубидия разлагается:

{\displaystyle {\mathsf {2\ RbO_{3}\ \xrightarrow {60-90^{o}C} \ 2\ RbO_{2}+O_{2}}}}
- Энергично взаимодействует с водой:

{\displaystyle {\mathsf {4\ RbO_{3}+2\ H_{2}O\ {\xrightarrow {\ }}\ 4\ RbOH+5\ O_{2}}}}
- Поглощает из воздуха влагу и углекислый газ уже при комнатной температуре:

{\displaystyle {\mathsf {4RbO_{3}+H_{2}O+3CO_{2}\ \xrightarrow {\ } Rb_{2}CO_{3}+2RbHCO_{3}+5O_{2}}}}
- Реакция с кислотой зависит от температуры:

{\displaystyle {\mathsf {4\ RbO_{3}+4\ HCl\ {\xrightarrow {low\ \tau ^{o}C}}\ 4\ RbCl+5\ O_{2}\uparrow +2\ H_{2}O}}}
{\displaystyle {\mathsf {2\ RbO_{3}+4\ HCl\ {\xrightarrow {\tau ^{o}C}}\ 2\ RbCl+Cl_{2}\uparrow +2\ O_{2}\uparrow +2\ H_{2}O}}}
- При сплавлении с серой переходит в смесь сульфата и дисульфата рубидия:

{\displaystyle {\mathsf {6RbO_{3}+5S\ \xrightarrow {40-50^{o}C} Rb_{2}SO_{4}+2Rb_{2}S_{2}O_{7}}}}
- Медленно взаимодействует с жидким аммиаком[1]:

{\displaystyle {\mathsf {2RbO_{3}+2NH_{3}\ \xrightarrow {-50^{o}C} \ NH_{4}NO_{3}+RbNH_{2}}}}